# Alitagtag
Alitagtag est une municipalité philippine située dans la province de Batangas au sud du lac Taal.
|                | (Lac Taal)         | Cuenca   |
| Santa Teresita | Alitagtag          | San Jose |
| San Luis       | Bauan, San Pascual |          |

La municipalité compte 25 300 habitants en 2015. Elle comprend deux barangays urbains (2 445 et 1 322 personnes en 2015) ainsi que 17 barangays ruraux dont les plus importants sont San Jose, Muzon Primero, Muzon Segundo, Ping-As, Pinagkurusan, Santa Cruz, Tadlac, Munlawin Norte et Dominador East.

## Géographie
Alitagtag est situé à 13°52′N 121°00′E.
Selon la Philippine Statistics Authority, la municipalité a une superficie de 24,76 kilomètres carrés, soit 0,79% de la superficie totale de Batangas qui est de 3 119,75 kilomètres carrés.

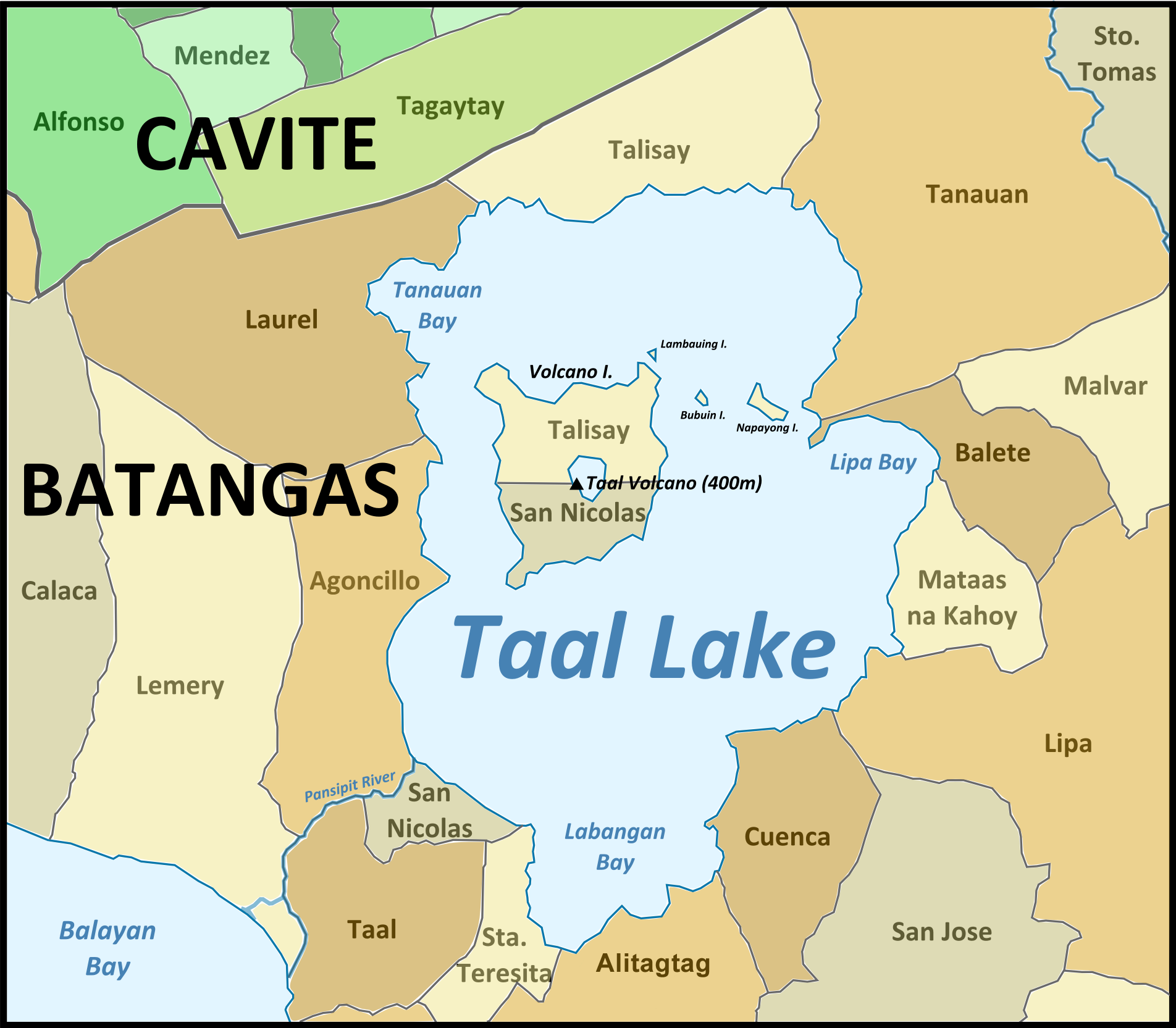
Situation d'Alitagtag au sud du lac Taal.
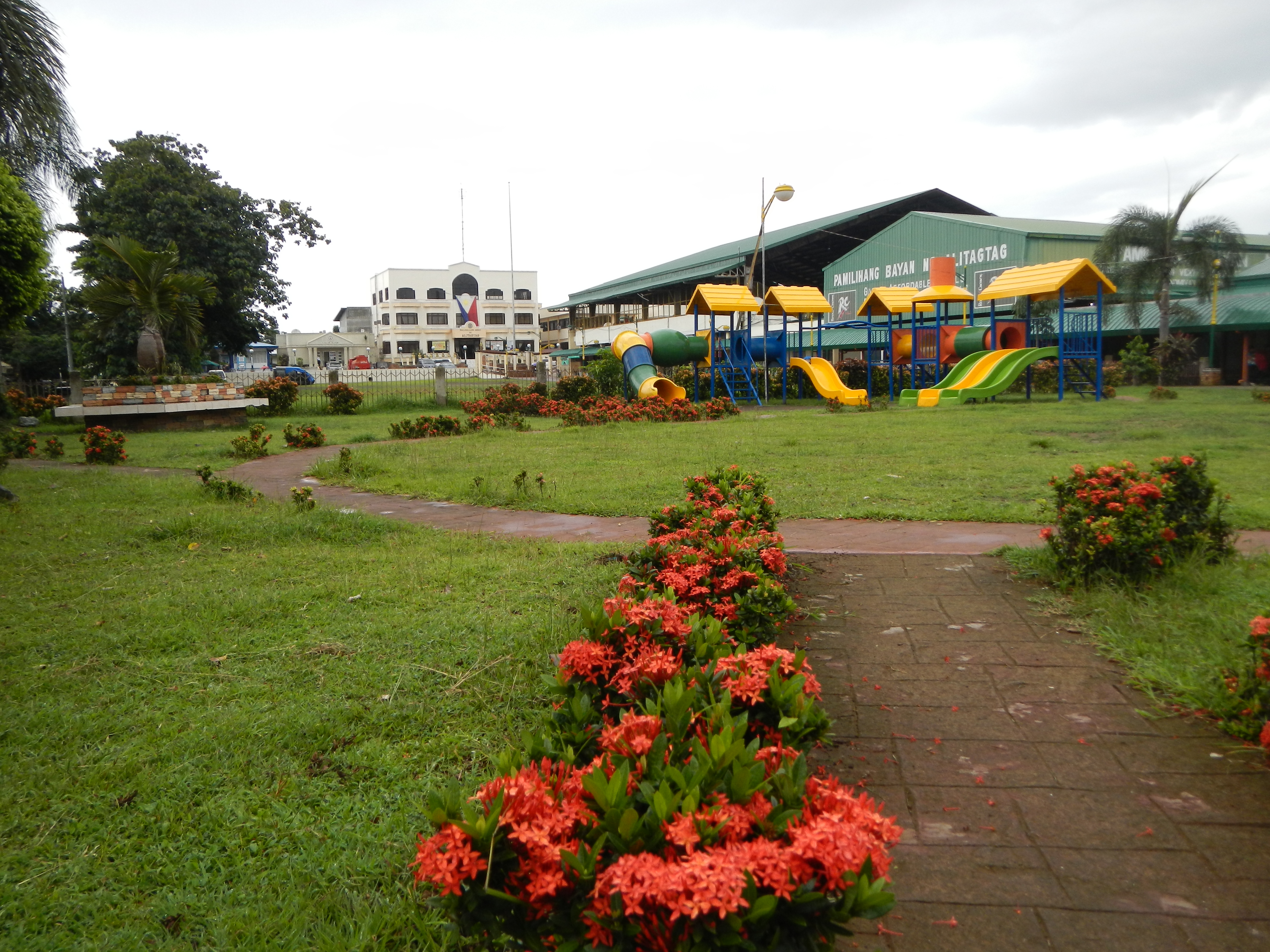
Parc et hôtel de ville.
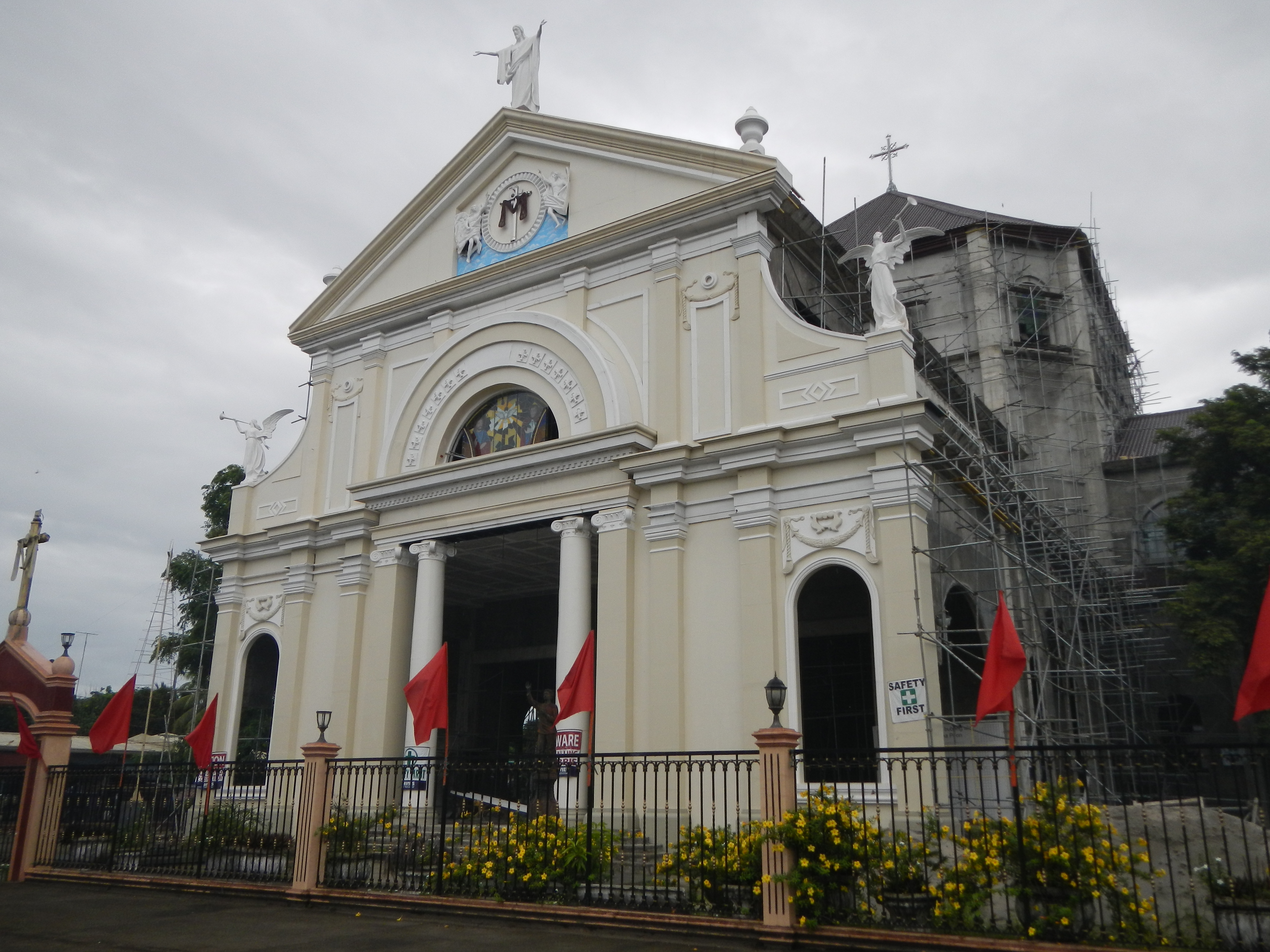
Église Invencion de la Santa Cruz.